# Huvinhal, Koppal
Huvinhal là một làng thuộc tehsil Koppal, huyện Koppal, bang Karnataka, Ấn Độ.